# آگونی
آگونی هرناندز مورالس (آدهه، تنریف، اسپانیا، ۱۸ اکتبر ۱۹۹۵)، همچنین با نام آگونی شناخته می‌شود، خواننده، آهنگساز و مجری اسپانیایی است که با شرکت در برنامه عملیات پیروزی ۲۰۱۷ به شهرت رسید. با توجه به پتانسیل بالای آوازی و تطبیق پذیری صدایش - و با اشاره به خانه اش در جزایر قناری - به او لقب «قناری با صدای طلایی» داده‌اند. آگونی هرناندز مورالس در ۱۹ اکتبر ۱۹۹۵ در آدژه، سانتا کروز د تنریف به دنیا آمد. در شش سالگی نواختن ترومپت را در یک گروه موسیقی آغاز کرد و بعداً در تنریف به تحصیل موسیقی ادامه داد. او در دبیرستان هنرهای نمایشی تحصیل کرد و قبل از ورود به Operación Triunfo، به عنوان خواننده در هتلی در تنریف مشغول به کار شد.